# Копенкуватська сільська рада
| Копенкуватська сільська рада — колишній орган місцевого самоврядування у Новоархангельському районі Кіровоградської області з адміністративним центром у с. Копенкувате. Сільській раді були підпорядковані населені пункти: - с. Копенкувате - с. Борщова - с-ще Урожайне - с. Шевченка |

## Склад ради
Рада складалася з 14 депутатів та голови.

### Керівний склад ради
| ПІБ                           | Основні відомості                                                                             | Дата обрання | Дата звільнення |
| ----------------------------- | --------------------------------------------------------------------------------------------- | ------------ | --------------- |
| Бабанський Володимир Петрович | Сільський голова, 1959 року народження, освіта, член Всеукраїнського об'єднання 'Батьківщина' | 26.03.2006   | 31.10.2010      |
| Поліщук Любов Леонідівна      | Сільський голова, 1960 року народження, освіта вища, член Партії регіонів                     | 31.10.2010   |                 |

Примітка: таблиця складена за даними джерела

## Населення
Згідно з переписом УРСР 1989 року чисельність наявного населення сільської ради становила 1450 осіб, з яких 640 чоловіків та 810 жінок.
За переписом населення України 2001 року в сільській раді мешкало 1245 осіб.

### Мова
Розподіл населення за рідною мовою за даними перепису 2001 року:
| Мова       | Відсоток |
| ---------- | -------- |
| українська | 98,56 %  |
| російська  | 1,12 %   |
| білоруська | 0,16 %   |
| молдовська | 0,08 %   |